# Façade légère
Une façade légère est, en architecture, une façade construite sur une ossature de bâtiment avec des matériaux légers, industriels, par opposition à la construction traditionnelle en maçonnerie ou en béton.

## La façade légère
Définition selon la norme NF P 28-001 :
- une façade légère est une façade constituée d'une ou plusieurs parois, dont une paroi extérieure, au moins, est caractérisée par :
  - une masse faible presque toujours inférieure à environ 100 kg/m2 (à comparer à plus de 200 kg/m2 des parois opaques de façades réalisées en maçonnerie, en béton…) ;
  - l'utilisation de produits manufacturés généralement dotés de parements finis ;
  - les façades légères sont portées par la structure d'un bâtiment en béton, en métal, ou en bois. Cette structure s'appelle ossature primaire.

L'ossature de la façade légère est appelée ossature secondaire ; elle répond, selon la norme NF P 28-001 à la définition suivante : « ensemble des montants et des traverses en bois, en métal, en matériaux de synthèse…, directement fixé sur la structure du bâtiment (ossature primaire) et qui sert de support à des bâtis, des cadres, des remplissages ou à un bardage. »
Les façades légères sont caractérisées par les critères suivants :
- fabrication industrielle ;
- légèreté ;
- faible surface au sol ;
- rapidité de pose ;
- utilisation de matériaux finis ;
- produits manufacturés.

### Les différents types de façades légères
On différencie les types en fonction de leur position vis-à-vis du nez du plancher et des ouvrages verticaux de structure (refends et poteaux) :
- les façades rideaux ;
- les façades semi-rideaux ;
- les façades panneaux.

## Les façades rideaux

### Les façades rideaux à ossature «grille»
Les façades rideaux sont constituées d'une ossature secondaire faite de montants filants et de traverses fixées de montant à montant. L'ensemble est fixé aux nez des planchers de chaque niveau. Cette ossature peut ainsi supporter des remplissages vitrés ou opaques.
C'est une technique où les éléments sont préfabriqués et montés sur place. Chaque montant de l'ossature est accroché à la structure principale.
Les traverses peuvent être encastrées ou emboîtées aux montants.
Pour absorber les mouvements de la façade (dus aux efforts du vent, le poids des remplissages, la dilatation et les chocs prévus réglementaires), les montants et traverses sont liaisonnés par un système de manchons : les montants sont fixés comme une structure secondaire aux planchers avec des douilles ou des rails ancrés dans la dalle.
Les fenêtres sont fixées de trois manières différentes :
- les vitrages fixes sont directement serrés contre la grille d'ossature ;
- les fenêtres (ouvrant et dormant) sont fixées entre les montants et les traverses. C'est le cas le plus courant ;
- les montants peuvent être utilisés comme dormant de la fenêtre.

### Les façades rideaux à ossature «cadre»
Elles sont composées de montants, de traverses et d'un remplissage vitré ou opaque, (qui, contrairement aux « grilles », sont pré-assemblés), puis fixés aux planchers de chaque niveau.
Les cadres sont indépendants les uns des autres, ils sont accrochés au gros œuvre de manière à se dilater librement dans le sens horizontal et vertical.
Le cadre est fixé au plancher à l'aide d'accroches fixées aux angles. Les attaches hautes sont fixes pour reprendre les charges verticales et celles du vent, et les attaches basses présentent un jeu pour permettre un mouvement de dilatation : les joints entre cadres doivent faire l'objet d'une attention particulière. Les profilés en caoutchouc relient les cadres entre eux ou procèdent par recouvrement.
Exemple de façade rideau : Maison de la région Alsace, Strasbourg, par Atelier d'architecture Chaix & Morel et associés.

## Les façades panneaux
Les façades panneaux sont insérées entièrement entre planchers qui restent apparents. Elles peuvent être interrompues verticalement par des refends ou des poteaux. Elles peuvent également filer devant ces derniers.

## Les façades semi-rideaux
Les façades semi-rideaux sont constituées de deux parois : 
- une paroi extérieure légère, avec remplissage vitré ou opaque ;
- une paroi intérieure lourde, en béton ou maçonnerie.

L'ossature secondaire peut être constituée :
- d'un système à ossature « grille » ;
- d'un système à ossature « cadre » où ils sont généralement disposés autour de baies et reliés entre eux par des tronçons de montants ou de traverses complémentaires.

Position de l'isolant en fonction de la porosité de la façade :
- la façade légère n'a pas besoin de satisfaire toutes les conditions d'étanchéité. C'est un complexe de deux peaux qui assure cette fonction. De plus, dans certains cas, l'isolation non hydrophile permet installation d'une façade poreuse.

Certains joints de la paroi extérieure peuvent ne pas être étanches à la pluie. Aucun isolant n'est mis en œuvre entre celle-ci et la maçonnerie.
La façade extérieure peut être poreuse si elle ne laisse qu'une quantité d'eau limitée atteindre l'isolant. Une plaque de plâtre ou un enduit est nécessaire côté intérieur. En outre, les dispositions constructives ne doivent pas :
- entraver la continuité de la lame d'air ;
- occasionner la rétention d'eau.

Ici, c'est la paroi extérieure qui garantit l'étanchéité à la pluie. Cependant, un soin particulier doit être apporté au remplissage au mortier des joints de la maçonnerie.
L'évacuation de l'eau se fait grâce à une bavette ou une membrane collée en partie supérieure des baies. Le joint d'étanchéité doit être protégé de l'eau.
Exemple de façade semi rideau : centre hospitalier de Douai, Brunet Saunier Architecture.

## Les remplissages
Les façades légères sont constituées d'une ossature secondaire (montants et traverses) à intérieur de laquelle sont insérés des remplissages vitrés ou opaques. Les différents types de remplissages sont :
- remplissages monolithiques : une paroi, un matériau ;
- remplissages composés : plusieurs parois constitutives ;
- éléments de remplissage (EdR) : cadre de bois avec parement intérieur-extérieur et isolation qui participe à sa stabilité et sa rigidité ;
- panneaux menuisés traditionnels : ossature bois ou métal qui maintient l'isolant en son intérieur ;
- caissons isolés : l'isolant est fixé sur une tôle métallique liaisonnée à un cadre ;
- remplissages splittés : lame d'air ventilée avec cadre périphérique reliant plusieurs parois.

### Aspect hygrothermique
Lorsqu'un remplissage sépare une ambiance extérieure d'une ambiance intérieure, avec une température supérieure à l'intérieur, la vapeur d'eau contenue dans l'air intérieur aura tendance à migrer vers l'extérieur. En traversant le remplissage, elle finira par rencontrer une température suffisamment basse pour provoquer sa condensation à un endroit appelé « point de rosée ». La présence d'humidité dans le remplissage provoque des dégâts dans le matériau et les collages, dégâts aggravés par les cycles alternés d'humidification et d'évaporation.
La disposition et la nature des matériaux de remplissages doivent permettre d'éviter la condensation. Pour ce faire, on place côté intérieur des matériaux tendant à empêcher au maximum la vapeur d'eau de pénétrer dans le remplissage, sachant que toute vapeur y ayant pénétré doit pouvoir en sortir.
Stratégie d'étanchéité :
- remplissage étanche : les parois intérieures et extérieures ont une perméance[1] (tôles d'acier ou aluminium) ;
- remplissage perméant : la paroi intérieure a une perméance[1] plus faible que la paroi extérieure, un pare-vapeur côté intérieur est souvent nécessaire ;
- remplissage ventilé : une lame d'air est mise en communication avec l'extérieur par des orifices situés en partie haute et basse ou uniquement en partie basse.

### Le remplissage opaque
Les panneaux menuisés sont constitués d'une ossature en bois ou en métal entre laquelle est disposé un isolant qui est simplement maintenu et ne participe pas à la rigidité et la stabilité du panneau. La paroi extérieure est complétée par le pare-vapeur.
Les caissons isolés sont constitués d'une tôle métallique à laquelle est fixé l'isolant et d'un cadre généralement en profilés d'aluminium. En face extérieure, ces profilés comportent une feuillure dans laquelle est placée une paroi vitrée séparée de l'isolant par une lame d'air ventilée.
Les éléments de remplissage (EdR) sont des panneaux sandwich constitués d'une âme isolante entourée d'un cadre de bois, sur laquelle s'assemblent par collage une paroi intérieure et une paroi extérieure de natures diverses. L'isolant participe à la stabilité et à la rigidité. Ces remplissages sont destinés à être fixés sur n'importe quel type de façade légère.
Les EdR étanches (CB-E) Comportent une paroi intérieure métallique. La paroi extérieure peut être constituée d'une :
- glace émaillée trempée ;
- glace opacifiée trempée ;
- tôle d'acier galvanisée, brute, laquée, plastée, émaillée ;
- tôle d'aluminium, brute, anodisée, pré-laquée, post-laquée ;
- tôle d'acier inoxydable ;
- plaque en stratifié mélaminée ;
- plaque en fibres-ciments.

Les EdR perméants (CB-P) comportent une paroi intérieure et extérieure de même nature, soit en :
- plaque de fibres-ciments ;
- plaques de stratifié mélaminé.

Comme ils ne sont pas étanches, ils sont munis d'un pare-vapeur entre la paroi intérieure et l'isolant.
Les EdR sont classés selon trois critères :
- résistance à l'eau, à la vapeur de la paroi intérieure (notée de 1 à 3) ;
- la durabilité des parois extérieures (notée de 1 à 4+) ;
- la résistance aux chocs des parois intérieures et extérieures (notée de 1 à 3+).

### Le remplissage vitré
Les remplissages vitrés peuvent être utilisés pour les façades rideaux, les façades semi-rideaux et les façades panneaux. Dans le cas des façades rideaux et semi-rideaux, les remplissages vitrés sont mis en œuvre soit :
- de manière fixe directement dans la grille ;
- soit dans des fenêtres placées dans la grille.

Dans le cas des façades panneaux, les vitrages sont mis en œuvre dans des feuillures et remplissent des châssis fixes ou ouvrants.

## Le verre extérieur collé (VEC)
Le VEC est une technique où le verre est mis en œuvre comme parement extérieur. Il est fixé par collage sur un cadre démontable. Cette colle, structurelle, permet de transmettre aux éléments d'ossature les charges climatiques et le poids des vitrages.
Les critères de qualité du VEC sont :
- la résistance mécanique et la stabilité ;
- la sécurité en cas d'incendie ;
- la garantie des conditions d'hygiène, de santé et d'environnement satisfaisantes ;
- la sécurité d'utilisation ;
- la protection contre le bruit ;
- les économies d'énergie et l'isolation thermique.

Il existe aujourd'hui plusieurs types de verres présentant des caractéristiques techniques et esthétiques (vitrages monolithiques, vitrages feuilletés, vitrages isolants, vitrages bombés, verres trempés, verres émaillés, verres sérigraphiés, etc.)
Exemple de verre extérieur collé : L'IRCAM, Renzo Piano et Richard Rogers, Paris, 1977.

## Le verre extérieur attaché (VEA)
Cette technique met en œuvre de grands panneaux de verre fixés au moyen de fixations mécaniques. Ces fixations transmettent à l'ossature les efforts apportés par les charges du vent, de la neige et du poids propre des vitrages. Ils sont censés permettre une certaine liberté de mouvement entre la paroi vitrée et l'ossature.
Le VEA peut être utilisé pour des bâtiments à usages divers, en intérieur comme en extérieur, mais son dispositif d'étanchéité est très fragile, il ne doit donc être utilisé que pour des espaces pour lesquels d'éventuelles infiltrations d'eau ne sont pas considérées comme préjudiciables.
La mise en œuvre du verre peut se faire sur toutes sortes de supports :
- sur structure béton ;
- sur raidisseurs en verre ;
- sur charpente métallique ;
- sur ossature en câbles.

On utilise généralement deux types d’agrafes :
- une agrafe équipée d’une rotule ;
- une agrafe en encastrement avec le verre.

Les attaches sont des pièces en acier inoxydable moulées ou usinées ou en tôle d’acier plié qui font la liaison entre le verre et l’ossature.
Exemple de verre extérieur attaché : la médiathèque de Sendaï, Toyo Ito.

## Conclusion
Les façades légères, en tant qu’enveloppes non porteuses, ayant nécessairement une épaisseur inférieure à celle des murs de maçonnerie, ont l’avantage incontestable de réduire l’emprise des murs sur les planchers et donc d’augmenter la surface au sol.
Par ailleurs, la faible charge de ces façades permet de construire beaucoup plus haut qu’avec des murs de masse, la charge totale portée étant divisée par deux.
Les façades étant composées d’éléments rapportés et assemblés, la constitution d’une façade légère s’adapte aux besoins fonctionnels et esthétiques. Il est possible d’accumuler les épaisseurs (à la manière d’une façade acoustique), de laisser une lame d’air, de varier les revêtements. La façade légère apparaît comme un champ très ouvert de la construction, propice à l’innovation. Ce qui fait également l’avantage de cette technique est la préfabrication. Elle permet de réduire les délais de construction avec un principe d’assemblage d’éléments finis.
Ces façades peuvent être utilisées pour tous types de bâtiments : logement, bureaux… Il n’y a pas eu encore d’études approfondies sur les performances des façades légères, mais elles possèdent des qualités assez semblables aux murs de masse. Leurs qualités d’isolation dépendent surtout des performances du verre, des matériaux de remplissage utilisés. La conductivité acoustique, contrairement aux idées reçues, se transmet moins par l’ossature secondaire que par les planchers.
Si les façades rideaux et les façades panneaux jouissent d’une grande souplesse d’utilisation, en revanche les bardages simple peau ne sont pas assez satisfaisants du point de vue acoustique et thermique et restent davantage utilisés dans le tertiaire. S’ils sont utilisés dans le logement, ils sont toujours doublés.
La technologie des façades légères exprime une modification fondamentale du concept architectural usuel de la façade. Au fil des révolutions techniques, la façade s’est progressivement affranchie de toute fonction porteuse et elle est devenue ainsi un sujet indépendant dans la construction. Cette autonomie fait d’elle un domaine d'ingénierie et d'architecture spécifique encore à explorer, à l’heure où le contrôle des dépenses d’énergie est en passe de devenir un critère primordial dans la conception des bâtiments.
L’enjeu de cette nouvelle étape est que s’établisse un rapport obligé entre l’aspect de cette enveloppe et les nécessités fonctionnelles et énergétiques. Le principe d’adéquation entre forme et usage des modernes doit être poursuivi en concevant des enveloppes qui répondent de façon pertinente aux exigences récentes en matière d’économie d’énergie ; puisque la façade, ayant trouvé son autonomie, s’affirme alors comme unique responsable de ce qu'il advient entre espace intérieur et extérieur.
Cette exigence est plus que jamais nécessaire à une époque où il est possible de créer facilement des « hangars décorés », pour reprendre Robert Venturi, dont l’analyse est d’une étrange actualité. L’architecture ne peut pas être réduite à des images ou à des textures, au risque que l’architecte finisse par n’être plus qu’un artiste de l’emballage.